# Himallaphus
Himallaphus (лат.) — род жуков ощупников из семейства
стафилинид.

## Распространение
Встречаются в южной и восточной Азии: Гималаи.

## Описание
Мелкие жуки, длина около 2 мм (от 1,6 до 1,95 мм), красно-коричневого цвета, с длинными максиллярными щупиками. Усики 11-члениковые с 3-члениковой булавой. Задние крылья атрофированы (жуки бескрылые). Отличается следующими признаками: голова с лобной бороздкой, приближающейся к вершинным ямкам; темя поперечно килевидное, с мезальной бороздой; 4-й членик максиллярных щупиков стеблевидный, изогнутый, длиной примерно с голову, без бугорков, с сенсорной зоной в вершинной вырезке, продолженной килями. Переднеспинка округлая, с глубокими продольными бороздками, разделенными килями, за исключением области между антебазальной бороздой и базальным краем, антебазальная борозда не прервана посередине, имеются антебазальная мезальная и латеральная ямки. Надкрылья короткие, сильно расширены на вершине, с тремя базальными ямками, шовным и дисковым килями.

## Систематика
5 видов. Члены рода Himallaphus похожи на представителей Nabepselaphus формой тела, рисунком лобных килей и борозд, маленькими глазами, расположенными примерно на середине головы, длинными максиллярными щупиками с краями сенсорных органов V-образной формы, наличием наличие антебазальной борозды переднеспинки, соединенной с ямками, короткими и сильно расширенными на вершине надкрыльями и рисунком пятен или полос расширенных щетинок. Himallaphus заметно отличается от Nabepselaphus и от всех других Pselaphini густо-бороздчатой переднеспинкой.
- Himallaphus arko Löbl et Kodada, 2021
- Himallaphus bahan Löbl et Kodada, 2021
- Himallaphus bhaai Löbl et Kodada, 2021
- Himallaphus chehara Löbl et Kodada, 2021
- Himallaphus pahilo Löbl et Kodada, 2021